# Tiaong
Tiaong (Bayan ng Tiaong) är en kommun i Filippinerna. Kommunen ligger på ön Luzon, och tillhör provinsen Quezon. Folkmängden uppgår till 75 498 invånare.

## Barangayer
Tiaong är indelat i 31 barangayer.
| - Anastacia (Tagbak) - Ayusan I - Barangay I (Pob.) - Barangay II (Pob.) - Barangay III (Pob.) - Barangay IV (Pob.) - Behia - Bukal - Bula - Bulakin - Cabatang | - Cabay - Del Rosario - Lagalag - Lalig - Lumingon - Lusacan - Paiisa - Palagaran - Quipot - San Agustin | - San Isidro - San Jose - San Juan - San Pedro - Tagbakin - Talisay - Tamisian - San Francisco - Aquino - Ayusan II |